# Els Goulmy
Els Goulmy (née le 27 novembre 1946 à La Haye) est professeur de biologie de la transplantation, spécialiste du complexe mineur d'histocompatibilité (en) à l'Université de Leyde.

## Travaux
Elle est considérée comme une experte dans le domaine du typage tissulaire et des transplantations.

## Distinctions
Elle a obtenu le prix Spinoza en 2002.
De 2001 à 2012, elle a été la présidente fondatrice du Réseau néerlandais de femmes professeurs (Landelijk Netwerk Vrouwelijke Hoogleraren (nl) - LNVH).
Elle est professeur émérite depuis le 11 novembre 2011 et chevalier de l'Ordre du Lion néerlandais la même année.
Elle a obtenu le prix Elisabeth Steyn-Parvé en 2012.